# Andreea Drăgan
Andreea Ștefania Drăgan (* 2. September 1997 in Râmnicu Vâlcea) ist eine rumänische Leichtathletin, die sich auf den Stabhochsprung spezialisiert hat.

## Sportliche Laufbahn
Erste internationale Erfahrungen sammelte Andreea Drăgan im Jahr 2020, als sie bei den Balkan-Meisterschaften in Cluj-Napoca mit übersprungenen 3,40 m den fünften Platz belegte. Im Jahr darauf erreichte sie bei den Balkan-Meisterschaften in Smederevo mit 3,60 m Rang sieben und 2022 wurde sie bei den Balkan-Hallenmeisterschaften in Istanbul mit 3,50 m Siebte. Im Juni belegte sie dann bei den Freiluftmeisterschaften in Craiova mit 3,70 m den fünften Platz. 
2020 wurde Drăgan rumänische Meisterin im Stabhochsprung.

## Persönliche Bestleistungen
- Stabhochsprung: 3,75 m, 4. Juni 2022 in Craiova
  - Stabhochsprung (Halle): 3,60 m, 26. Februar 2022 in Bukarest